# Джованні Строппа
Джованні Строппа (італ. Giovanni Stroppa, нар. 24 січня 1968, Мулаццано) — колишній італійський футболіст, що грав на позиції півзахисника. По завершенні ігрової кар'єри — футбольний тренер. З 2018 року очолює тренерський штаб команди «Кротоне».
Виступав, зокрема, за «Мілан», у складі якого є володарем Суперкубка Італії, триразовим володарем Суперкубка УЄФА, дворазовим володарем Міжконтинентального кубка та переможцем Кубка чемпіонів УЄФА. Також провів чотири матчі за національну збірну Італії.

## Клубна кар'єра
Народився 24 січня 1968 року в місті Мулаццано. Вихованець футбольної школи клубу «Мілан», але пробитись до основної команди не зміг, через що протягом 1987–1989 років виступав на правах оренди за «Монцу» в Серіях С1 і Б.
До «Мілану» Строппа повернувся влітку 1989 року і став з командою володарем Кубка чемпіонів УЄФА, а також по два рази виграв Суперкубок УЄФА та Міжконтинентальний кубок. Не зважаючи на це основним гравцем «россонері» Джованні стати так і не зумів.
Влітку 1991 року уклав контракт з клубом «Лаціо», який заплатив за гравця 2,8 млрд лір. Перший сезон видався для Строппи дуже вдалим: він багато грав і забивав, але у сезоні 1992/93 головний тренер римського клубу Діно Дзофф перестав довіряти Строппі, через що Джованні по його завершенні перебрався в «Фоджу», де провів наступний сезон.
Влітку 1994 року Строппа повернувся в рідний «Мілан», але заграти як слід йому знову не вдалося. Не зважаючи на це, він з командою здобув ще один Суперкубок УЄФА, а також отримав титул володаря Суперкубка Італії.
Протягом 1995–1997 років грав за «Удінезе».
З літа 1997 року два з половиною сезони захищав кольори «П'яченци». Граючи у складі «П'яченци» також здебільшого виходив на поле в основному складі команди, після чого недовго пограв за «Брешію».
Сезон 2000/01 Джованні Строппа почав у складі «Дженоа». Це був один з найкращих сезонів у кар'єрі вже немолодого півзахисника. За 2 роки гри в «Дженоа» Строппа виходив на поле 59 разів і забив 5 м'ячів.
Після цього по одному сезону провів у нижчолігових клубах «АльцаноЧене», «Авелліно» та «Фоджа».
Завершив професійну ігрову кар'єру у клубі «К'ярі», за який недовго виступав протягом 2005 року у Серії С1.

## Виступи за збірні
Протягом 1989–1990 років залучався до складу молодіжної збірної Італії, у складі якої був учасником Молодіжного Євро-1990, на якому італійці здобули бронзові медалі, а сам Строппа забив два голи. Всього на молодіжному рівні зіграв у 7 офіційних матчах, забив 3 голи.
13 жовтня 1993 року дебютував в офіційних матчах у складі національної збірної Італії. Протягом кар'єри у національній команді, яка тривала усього 2 роки, провів у формі головної команди країни 4 матчі.

## Кар'єра тренера
У 2007 році Джованні Строппа був призначений головним тренером прімавери «Мілана». А вже в сезоні 2009/10 Строппа виграв перший титул — Кубок Італії серед молодіжних команд, перемігши у фінальному матчі юнаків «Палермо». Прімавера «Мілана» не вигравала подібний турнір протягом 25 років, з 1985 року, коли в складі юнаків «Мілана» виступав сам Строппа.
У сезоні 2011/12 працював з клубом «Зюйдтіроль» у серії С1, привівши команду до 7 місця в таблиці.
8 червня 2012 року очолив «Пескару» замість Зденека Земана, що пішов в «Рому». Проте вже 18 листопада того ж року тренер був звільнений через незадовільні результати.
20 червня 2013 року став головним тренером «Спеції», але і тут пропрацював недовго і вже 14 грудня був звільнений після поразки від 0:4 від «Варезе».
20 квітня 2015 року вдруге очолив тренерський штаб команди «Зюйдтіроль».
У серпні 2016 року погодився очолити тренерський штаб «Фоджі», яку за результатами першого ж сезону роботи вивів до другого італійського дивізіону. Наступного сезону команда під керівництвом Строппи закріпилася у Серії B, посівши дев'яте місце у підсумковій турнірній таблиці.
Влітку 2018 року був запрошений змінити на посаді головного тренера «Кротоне» Вальтера Дзенгу, під керівництвом якого команда саме втратила місце в Серії A. Завданням для нового тренера було відразу ж повернути кротонську команду до елітного дивізіону італійського футболу, тому після не дуже вдалого старту сезону 2018/19 вже 29 жовтня того ж року його було звільнено. Утім результати його наступника на посаді, Массімо Оддо, виявилися ще гіршими, і вже за два місяці, наприкінці грудня 2018, Строппа повернувся на тренерський місток «Кротоне». З другої спроби, за результатами сезону 2019/20, йому вдалося повернути команду до Серії A.
| Дата       | Місто    | Господарі | Результат | Гості      | Турнір            | Голи | Примітки |
| ---------- | -------- | --------- | --------- | ---------- | ----------------- | ---- | -------- |
| 13/10/1993 | Рим      | Італія    | 3 – 1     | Шотландія  | Відбір до ЧС 1994 | -    |          |
| 17/11/1993 | Мілан    | Італія    | 1 – 0     | Португалія | Відбір до ЧС 1994 | -    |          |
| 16/02/1994 | Неаполь  | Італія    | 0 – 1     | Франція    | товариський матч  | -    |          |
| 23/03/1994 | Штутгарт | Німеччина | 2 – 1     | Італія     | товариський матч  | -    |          |
| Усього     |          | Матчів    | 4         |            | Голів             | 0    |          |

## Титули і досягнення

### Як гравця
- Володар Суперкубка Італії (1):

«Мілан»: 1994
- Володар Суперкубка УЄФА (3):

«Мілан»: 1989, 1990, 1994
- Володар Міжконтинентального кубка (2):

«Мілан»: 1989, 1990
- Володар Кубка чемпіонів УЄФА (1):

«Мілан»: 1989-90